# Autoputevi u Nemačkoj
Autoputevi u Nemačkoj su organizovani kao federalni je sistem autoputeva s kontrolisanim pristupom u Nemačkoj. Zvanični nemački termin je Bundesautobahn (skraćeno BAB), što se prevodi kao „savezni/federalni autoput”. Doslovno značenje reči Bundesautobahn je „federalna auto[mobilska] traka”.
Ovi putevi nemaju federalno određeno ograničenje brzine za neke klase vozila.
Mreža ovih puteva imala je 2017. godine ukupnu dužinu od oko .

## Spoljašnje veze
- Nemački veb-sajt sa opisima ruta i izlaza (језик: енглески)
- Veb-sajt na engleskom na kojem se govori o svim aspektima Autobana (језик: енглески)